# Francesco Landi (generale)

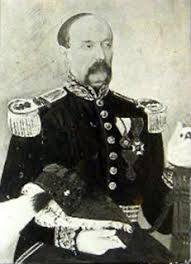

Francesco Landi (Napoli, 13 ottobre 1792 – Napoli, 2 febbraio 1861) è stato un generale italiano, brigadier generale nell'esercito delle Due Sicilie durante la Battaglia di Calatafimi.

## Biografia
Figlio di Antonio Landi, ufficiale dell’esercito del Regno delle Due Sicilie e di Raimonda Buonocore, figlia di un ufficiale dell’Esercito del Regno delle Due Sicilie, ebbe 6 fratelli, di cui quattro (Donato, Luigi, Giovanni e Nicola) seguiranno, come Francesco, la carriera militare del padre, mentre Giuseppe eserciterà la professione legale e Gennaro prenderà i voti.
Francesco Landi viene ammesso a 14 anni come alunno della Reale Accademia militare all'inizio del decennio francese. Gli alunni, secondo il sistema francese allora operante, erano dapprima destinati a un reggimento come volontari, per poi diventare graduati di truppa, sottoufficiali e finalmente sottotententi. Il Landi fu prima destinato come volontario al 3º reggimento di fanteria di linea per poi diventare sottotenente nel novembre del 1809.
Sul trono di Napoli siede dal 1º agosto 1808 Gioacchino Murat, che organizza un corpo di spedizione composto da 20.000 francesi e 8.000 napoletani per tentare un'invasione in Sicilia contro Ferdinando III e sedare il brigantaggio in Calabria, fomentato a sua volta da lealisti alla corona di Ferdinando III di Sicilia. La base delle operazioni era in Calabria, e Francesco Landi partecipò alla spedizione con il 3º reggimento di linea fino al 1813 quando da tenente sarà destinato all'8º reggimento di linea.
Ha partecipato all’assedio di Ancona nel 1814 e alla campagna di Gioacchino Murat contro gli austriaci fino alla disfatta di Tolentino (2 maggio 1815), dopo però aver ricevuto la promozione a capitano e la croce di cavaliere dell’Ordine reale delle Due Sicilie.
Con la disfatta di Murat a Tolentino, sale al trono di Napoli Ferdinando III di Sicilia con il nome di Ferdinando IV di Napoli. Il capitano Landi, secondo il Trattato di Casalanza, manterrà gli onori e i gradi prestando giuramento di fedeltà a Ferdinando IV di Napoli. Con il nuovo regime borbonico, Francesco Landi, confermato nei gradi di capitano, sarà assegnato nel 1816 al 3º reggimento di linea Regina, di stanza a Bari. Gli ufficiali murattiani e quelli siciliani, fino a poco tempo prima su campi opposti, si trovano ora a convivere in una condizione di rivalità ostile che tenderà ad accentuarsi a seguito di alcuni provvedimenti divisivi del governo borbonico. Le decorazioni dell’Ordine reale delle Due Sicilie saranno un segno divisivo tra le due fazioni. Ciò genererà un malcontento sotterraneo tra gli ufficiali murattiani che porterà alla formazione tra alcuni di questi ufficiali di logge carbonare. Non si hanno notizie sull'appartenenza di Francesco Landi a tali logge carbonare, anche se il Landi aderirà al movimento costituzionale del 1820-21 con il quale Ferdinando IV di Napoli viene costretto a concedere la costituzione, poi revocata qualche mese dopo con l'aiuto degli austriaci.
Nel 1818 Francesco Landi sposa Raffaella De Marinis, appartenente a una nobile famiglia campana da cui avrà cinque figli che serviranno prima nell'esercito borbonico, per essere poi reinquadrati in quello italiano, come tutti gli appartenenti all'esercito del Regno delle Due Sicilie.
Landi parteciperà a una campagna contro gli austriaci nel 1821, dove il suo reggimento si distinguerà per le numerose diserzioni e atti di indisciplina. A seguito della fine del regime costituzionale con l'aiuto dell'armata austriaca che rimarrà come occupante a spese del Regno di Napoli, l'esercito nazionale viene sciolto con un giudizio penale per gli ufficiali maggiormente coinvolti e un esame dello stato di servizio per gli altri. A seguito di questo esame, che valuterà la condotta politica anziché militare, il Landi viene posto in congedo, insieme con altri ufficiali dell’Esercito. La carriera del Landi pare in quel momento stroncata. 
Il Regno delle Due Sicilie, in assenza di un esercito nazionale, dovrà basarsi sull'armata austriaca e sulla formazione di reggimenti svizzeri, che costituiranno corpi scelti fino alla fine del Regno.
Una svolta nella politica militare del Regno delle Due Sicilie avviene con la salita al trono di Ferdinando II, appassionato di cose militari e con simpatie per i veterani delle campagne napoleoniche esclusi con l'epurazione del 1821, il quale avvia la formazione di un esercito nazionale ripescando dai veterani murattiani e dai quadri dell'esercito siciliano in cui ancora avveniva l'antica pratica della vendita dei gradi. In questo rinnovamento, nel 1832 il Landi verrà richiamato tra gli ufficiali in riserva, per poi essere impiegato in reparti operativi solo nel 1838. Nel 1840 viene assegnato al 2º Battaglione Cacciatori dove rimane per otto anni come capitano.
Nel 1848 viene assegnato al 3º reggimento Principe che sarà impegnato nella repressione di una rivolta contro il regime borbonico in Calabria, ricevendo per i suoi servizi la croce di cavaliere del Reale ordine di Francesco I. Non parteciperà alla campagna per la ripresa della Sicilia nel periodo 1848-49.
Nel 1849 viene promosso a maggiore e trasferito al 1º reggimento Re per poi passare, come tenente colonnello, al comando del 9º Battaglione Cacciatori e nel 1856 al 6º Reggimento fanteria Farnese di stanza a Palermo, per poi assumere i gradi di colonnello.

## La débâcle di Calatafimi
Con il 6º Reggimento Farnese, Francesco Landi è impegnato nelle attività di repressione delle rivolte siciliane dei primi di aprile del 1860, tra le quali la più nota è la Rivolta della Gancia conclusasi il 14 aprile con la fucilazione di decine di cospiratori, quando il 19 aprile viene promosso, all’età di 68 anni, al grado di brigadiere generale. Non deve sorprendere l'avanzata età del Landi, in quanto l’età media degli ufficiali dell'Esercito delle Due Sicilie all’epoca era mediamente elevata. In questa fase della sua vita, Francesco Landi sconta una salute malferma e difficoltà nello stare a cavallo per lungo tempo, preferendo la carrozza negli spostamenti operativi, mezzo peraltro usuale per gli ufficiali superiori.
In Sicilia non vi è una rivoluzione ma vi è una situazione rivoluzionaria che potrebbe scappare di mano, a causa dei diversi focolai di rivolta presenti. L'atteggiamento dei siciliani è ostile non solo perché scontento del governo, ma anche per l'intolleranza verso l'occupazione napoletana. Dalla rivolta del 4 aprile 1860 fu un succedersi di azioni da parte di bande armate, che seppur non decisive, godevano dell'appoggio popolare (e di agenti piemontesi di Cavour) e avevano l'effetto di tenere in costante pressione e stato d'allarme l'esercito, costringendolo a lunghe ed estenuanti marce e spostamenti per fronteggiare le varie minacce.
Nell'aprile del 1860, si contano 25.000 militari in Sicilia, concentrati in particolar modo a Palermo che con colonne mobili raggiungevano le varie parti della Sicilia a seconda delle esigenze. Le truppe in Sicilia dipendevano da un luogotenente, tenente generale Paolo Ruffo, principe di Castelcicala, a capo delle forze di terra e di mare di stanza in Sicilia. L'esercito aveva un ordinamento territoriale, per cui la costituzione di brigate e divisioni avveniva solo quando dovevano operare, creando unità eterogenee e poco affiatate proprio nei momenti di picco operativo. Tale ordinamento si giustificava con la convinzione che una politica di isolamento internazionale avrebbe tenuto il regno al riparo da conflitti, considerando l'esercito come uno strumento da utilizzare prevalentemente per mantenere l'ordine pubblico.
Nonostante l'ipotesi di uno sbarco in Sicilia fosse ventilata da qualche tempo, le autorità non avevano predisposto fino a maggio un piano, limitandosi a inviare colonne mobili di truppe laddove venivano segnalate bande armate. Il passaggio di colonne mobili presso i centri abitati creava disagi, soprattutto per i rifornimenti reperiti in loco dai quali le colonne mobili dipendevano. Per mancanza di coordinamento tra il generale Paolo Ruffo, capo del comando siciliano, e il generale Giovanni Salzano de Luna, capo della piazza di Palermo, viene ordinato il rientro a Palermo via mare da Trapani delle colonne guidate dal generale Giuseppe Letizia, e contemporaneamente l'invio di una colonna mobile da Palermo per far fronte alla notizia di nuovi insorti nello stesso territorio e in particolare in vista di un imminente sbarco di Giuseppe Garibaldi, partito da Quarto il 5 maggio, atteso, secondo le informazioni del comando napoletano, nel tratto di costa siciliana compreso tra Mazara e San Vito Lo Capo. Il Consiglio di guerra decise di dare il comando delle operazioni per fermare Garibaldi a Francesco Landi, preferendolo al generale Johann Lucas von Mechel, in quanto svizzero e quindi straniero.
Le colonne mobili di Landi lasciano Palermo il 6 maggio 1860, ma la preoccupazione del comando era quello di non sguarnire Palermo, a sua volta potenziale focolaio di una rivolta, e quindi di utilizzare il minor numero possibile di uomini e mezzi.
Il generale si muoverà con molta cautela, e lamenterà la mancanza lungo il tragitto di servizi postali e la presenza di pali del telegrafo spezzati. Nella corrispondenza ai superiori, Landi lamenterà l'assenza di comunicazioni telegrafiche e la mancanza di un servizio di staffetta veloce che permettesse lo scambio rapido di messaggi con i comandi di Palermo, distante meno di 80 km da Calatafimi, per cui dovrà affidarsi a pedoni per le comunicazioni.
Il 9 maggio Landi è ad Alcamo dove rimane fino al 12 maggio, quando riceverà comunicazione da Palermo dell'avvenuto sbarco a Marsala di Garibaldi, ricevendo l'ordine di andargli incontro, con la promessa che altre truppe lo avrebbero raggiunto a Calatafimi. 
Landi arriva a Calatafimi all'alba del 13 maggio. Nella corrispondenza con i comandi superiori, Landi riferirà la presenza di una crescente massa di insorti che avevano il loro quartier generale a Salemi. Il Landi, per prudenza, decide di non dirigersi verso Salemi per affrontare gli insorti, considerando più favorevole attendere l'urto degli insorti a Calatafimi in modo da tagliare la strada verso Palermo. Il Landi contava in tutto circa 3.000 militari in colonne mobili, mentre non conosceva ancora la consistenza della spedizione nemica, né aveva informazioni precise sui loro movimenti. Il Landi chiede a Palermo ulteriori truppe che potessero cogliere alle spalle il nemico. Queste truppe non arriveranno. Il 14 maggio da Palermo il Landi riceverà una comunicazione di ripiegare fino a Partinico, in contraddizione con gli ordini precedenti di fronteggiare la spedizione. Il Landi perplesso, invia il 15 maggio una spedizione di perlustrazione per identificare le truppe nemiche, preferendo questa soluzione a quello della prosecuzione dell'iniziale piano d'attacco o alla ritirata verso Partinico. Le colonne di perlustrazione erano composte da diverse compagnie, tra cui quelle dell'8º battaglione Cacciatori sotto il comando del maggiore Sforza, il quale incontrerà i garibaldini e, dopo una iniziale fase di osservazione, deciderà autonomamente di passare all'attacco intorno alle ore 10:00 della mattina, nonostante non vi fosse un ordine in tal senso da parte del generale Landi e senza il necessario coordinamento con le altre compagnie presenti. Così ebbe inizio la battaglia di Calatafimi.
Lo scontro durerà circa 8 h e si concluderà con la ritirata ordinata da Landi, dopo una inattesa resistenza da parte dei garibaldini.
Molto criticata è stata la condotta di Landi durante la Battaglia di Calatafimi in cui l’eccessiva prudenza, il mancato coordinamento del primo attacco, e una precoce ritirata determineranno un importante impatto sul morale delle truppe, generando una concatenazione di eventi che porteranno alla caduta di Palermo e a una incredibile disfatta militare. Parte delle responsabilità, secondo il de Cesare nel suo resoconto sono da attribuirsi agli ordini contraddittori dei diversi comandi, afflitti da rivalità interne, al ritardo nell’arrivo di rinforzi da Napoli, al cambio intempestivo il giorno stesso della Battaglia di Calatafimi del tenente generale in capo per la Sicilia Paolo Ruffo, principe di Castelcicala con il tenente generale Ferdinando Lanza, all’epoca settantaduenne, e il timore, fondato, della presenza nei dintorni di Calatafimi di formazioni di insorti che potessero sostenere Garibaldi e cogliere alle spalle il Landi.
Durante la ritirata verso Palermo, descritta come ordinata, il Landi subirà imboscate da parte di bande armate che lo costringeranno a una difesa contenuta a causa della scarsezza delle munizioni rimaste. Rientrato a Palermo, il generale Lanza rimostrerà a Landi l'eccessiva fretta nel ritirarsi. La difesa di Landi si basava sugli ordini contraddittori ricevuti dal comando, nel frattempo passato dal generale Paolo Ruffo al generale Ferdinando Lanza, e sulla descrizione data degli eventi. Tali spiegazioni verranno considerati esaurienti dal Lanza, in quanto quest'ultimo confermerà Landi nel comando e lo utilizzerà in posti di responsabilità fino all'insurrezione di Palermo esplosa il 27 maggio con l'arrivo di Garibaldi alle porte della città.

### Le accuse di tradimento di Francesco Landi
Il Landi, insieme con gli altri generali che avevano partecipato alla disfatta siciliana, saranno sottoposti a una commissione d’inchiesta, che però concluderà con un giudizio favorevole, imputando l’insuccesso a eventi eccezionali non imputabili alla condotta dei generali. Dopo questo giudizio, il Landi lascia l'esercito e muore alcuni mesi dopo a Napoli, a seguito di una pleurite, il 2 febbraio 1861.
Per attenuare le colpe del regime, la tesi borbonica fu che la caduta era dovuta al tradimento dei capi, antichi murattisti, ingrati per essere stati riammessi dopo l'iniziale espulsione. Il tenente generale Paolo Ruffo, principe di Castelcicala, dopo la sua rimozione come luogotenente per la Sicilia avvenuta proprio il giorno della Battaglia di Calatafimi muoverà un’accusa di tradimento ai danni del Landi, in merito ai tempi eccessivamente lunghi impiegati da quest’ultimo negli spostamenti delle sue truppe. Le accuse di Ruffo coinvolgeranno anche altri ufficiali, tra cui il generale Lanza. Una commissione d'inchiesta aveva già affrontato la questione, esonerando tutti i generali, incluso Landi.
A ciò si aggiunge che nel 1861 venne diffusa la notizia, priva di evidenze, secondo la quale Francesco Landi, ormai in congedo, si sarebbe recato presso il Banco di Napoli, per incassare una polizza di credito di 14.000 ducati d'oro, come ricompensa ricevuta da Giuseppe Garibaldi per non opporre resistenza alla sua avanzata, poi dimostratasi, secondo le voci, una fede falsificata del valore di soli 14 ducati. Da qui la presunta morte improvvisa per un colpo apoplettico.
L'ipotesi di un tradimento in cambio di una fede di credito palesemente falsa è poco credibile in quanto in questi casi i pagamenti non avvengono con titoli di credito, in cui è facile risalire al beneficiario, ma in oro o con altri preziosi in modo da non lasciare tracce (vedere anche la voce sul presunto tradimento di Francesco Landi).
Raffaele de Cesare precisa inoltre che il Landi morì dopo alcuni giorni di malattia e non improvvisamente come invece dissero gli scrittori borbonici..
Sull'avvenimento uno dei figli del generale riuscì a ottenere una lettera di smentita dallo stesso Garibaldi.
Il De Cesare ritiene che la ritirata di Landi a Calatafimi, pur determinante, fu solo la prima di una serie disastrosa di débâcle. Il Landi non fu l'unico a essere, a posteriori, accusato di tradimenti, in quanto una lunga serie di altri generali vennero accusati di presunti tradimenti sia in Sicilia, sia sul continente. A questo riguardo vedere: Le ipotesi di corruzione dei militari borbonici.
Il De Cesare attribuisce la sconfitta ai gravi errori sistemici commessi dall'esercito borbonico, all'assenza di un comando unico, alle rivalità interne e alla tendenza a evitare le responsabilità da parte dei più alti ufficiali.
Occorreva un solo governo, e ve n'erano due: a Napoli e a Palermo; occorreva un sol uomo a comandare, ed erano in tanti, sospettosi e gelosi l'uno dell'altro; occorrevano generali pieni di fede e desiderosi di battersi, e un Re amato e temuto, mentre Francesco II non era né quello, né questo; e dei generali, ciascuno cercava ripararsi dalla procella come meglio poteva, schivando ogni responsabilità, perciò nessuno era veramente convinto che quello stato di cose valesse la pena di difenderlo, col sacrificio della propria vita, o della propria reputazione !»
(La fine di un Regno - vol. II, Raffaele de Cesare, p. 211)